# Abrotélie
Abrotélie ou Abrotelia (en grec ancien Ἁβροτέλεια) est une philosophe grecque du Ve siècle av. J.-C. Le philosophe néoplatonicien Jamblique (IIIe – IVe siècles) la cite dans sa Vie de Pythagore comme une des dix-sept femmes philosophes de la secte pythagoricienne.
Elle est la fille d'Abrotèle de Tarente, et est probablement née à Tarente.
Thomas Stanley, dans son Histoire de la philosophie, la confond avec Lasthénie, une autre philosophe pythagoricienne citée par Jamblique.